# Micropontius glaber
Micropontius glaber is een eenoogkreeftjessoort uit de familie van de Micropontiidae. De wetenschappelijke naam van de soort is voor het eerst geldig gepubliceerd in 1963 door Stock, Humes & Gooding.